# Hemelinger Kirche

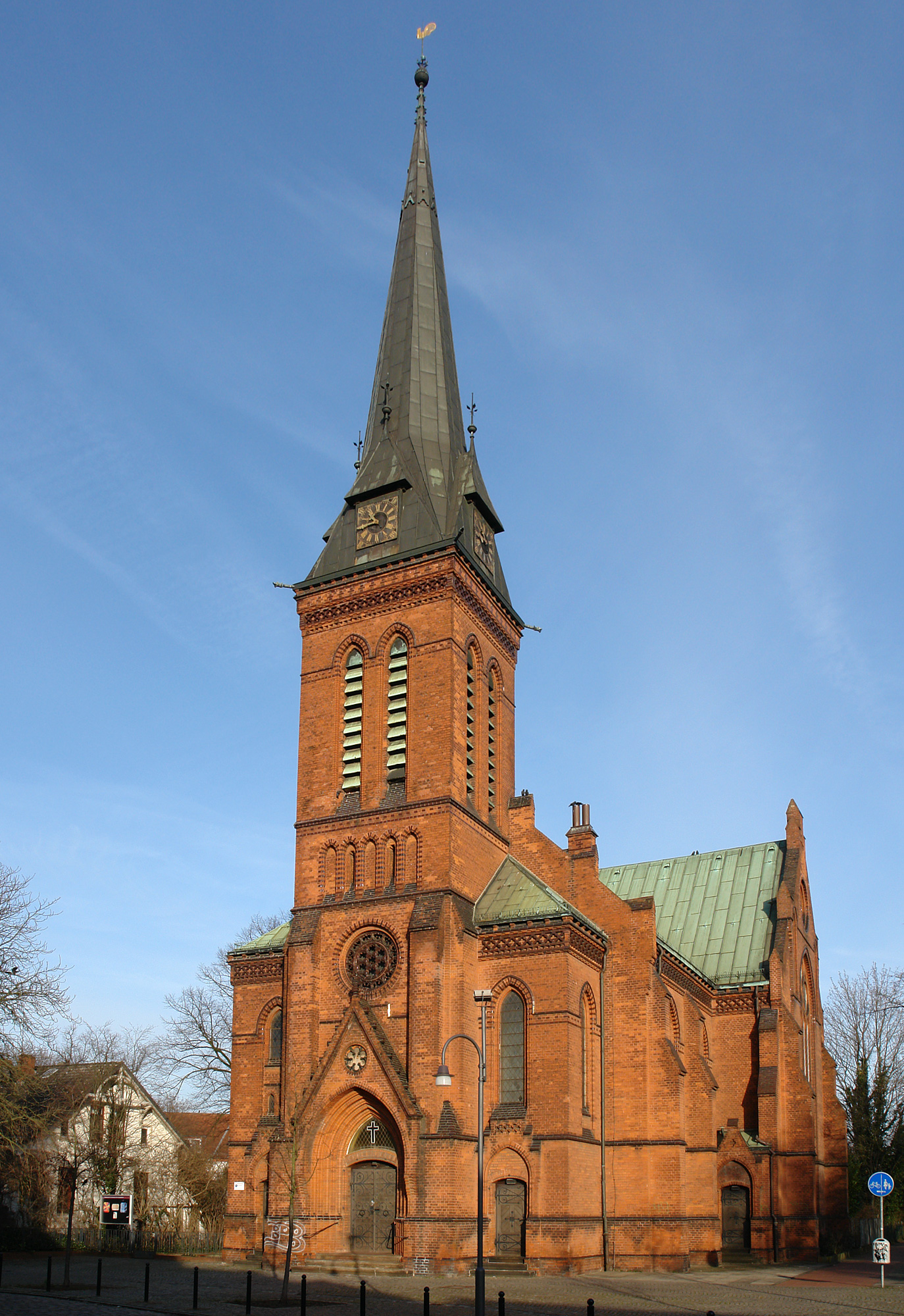
Die Hemelinger Kirche von Südwesten

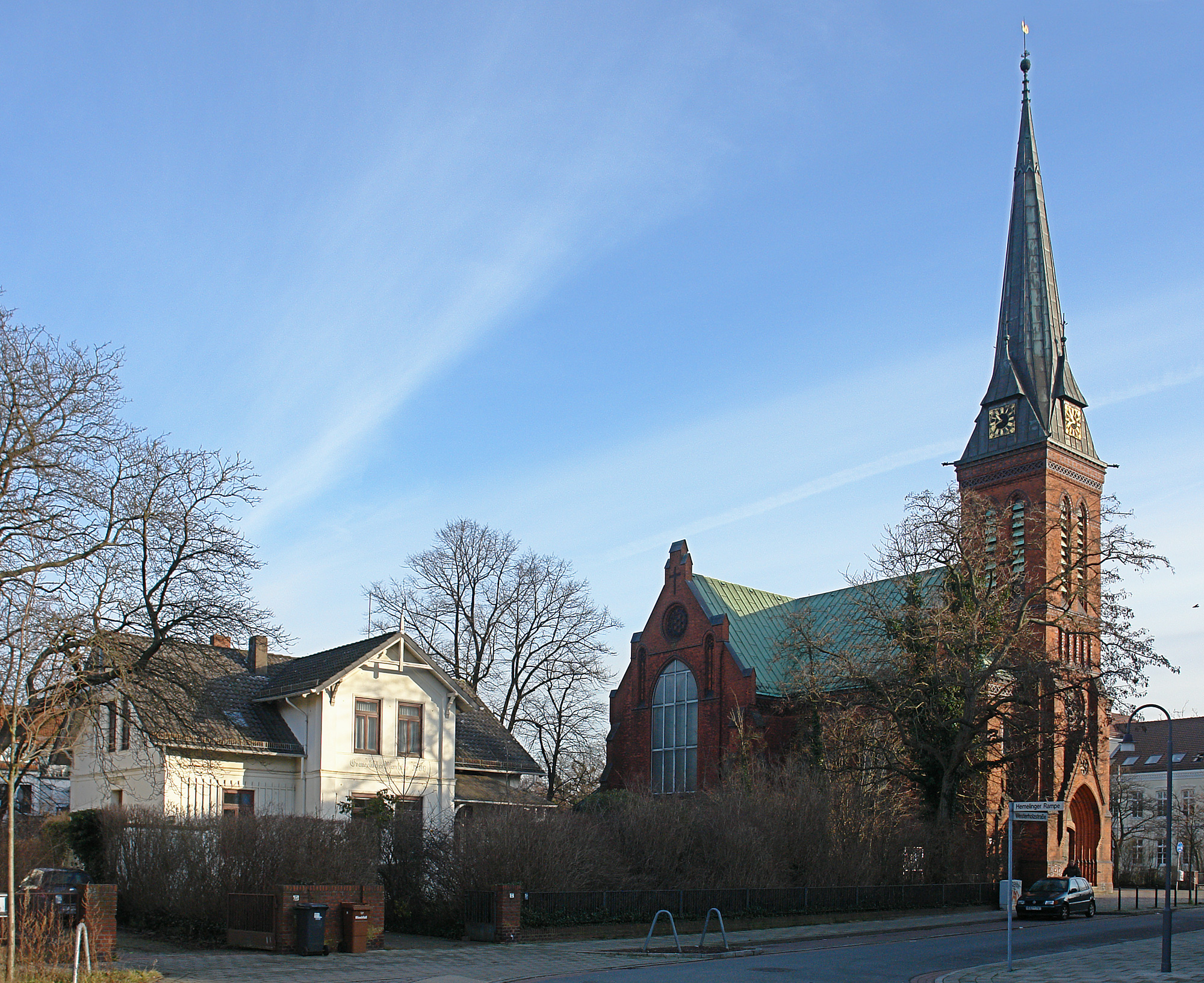
Kirche von Nordwesten

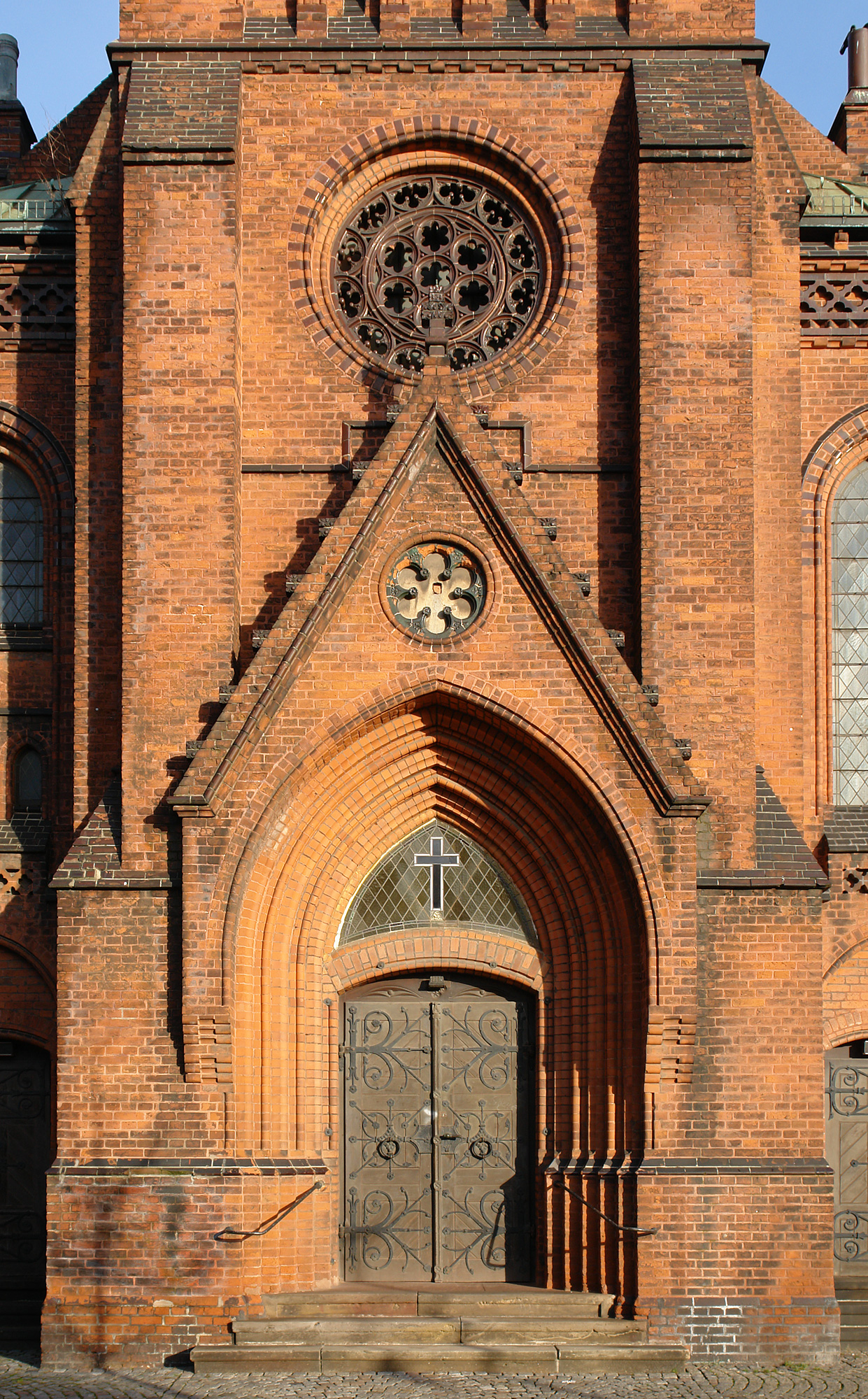
Hauptportal der Kirche

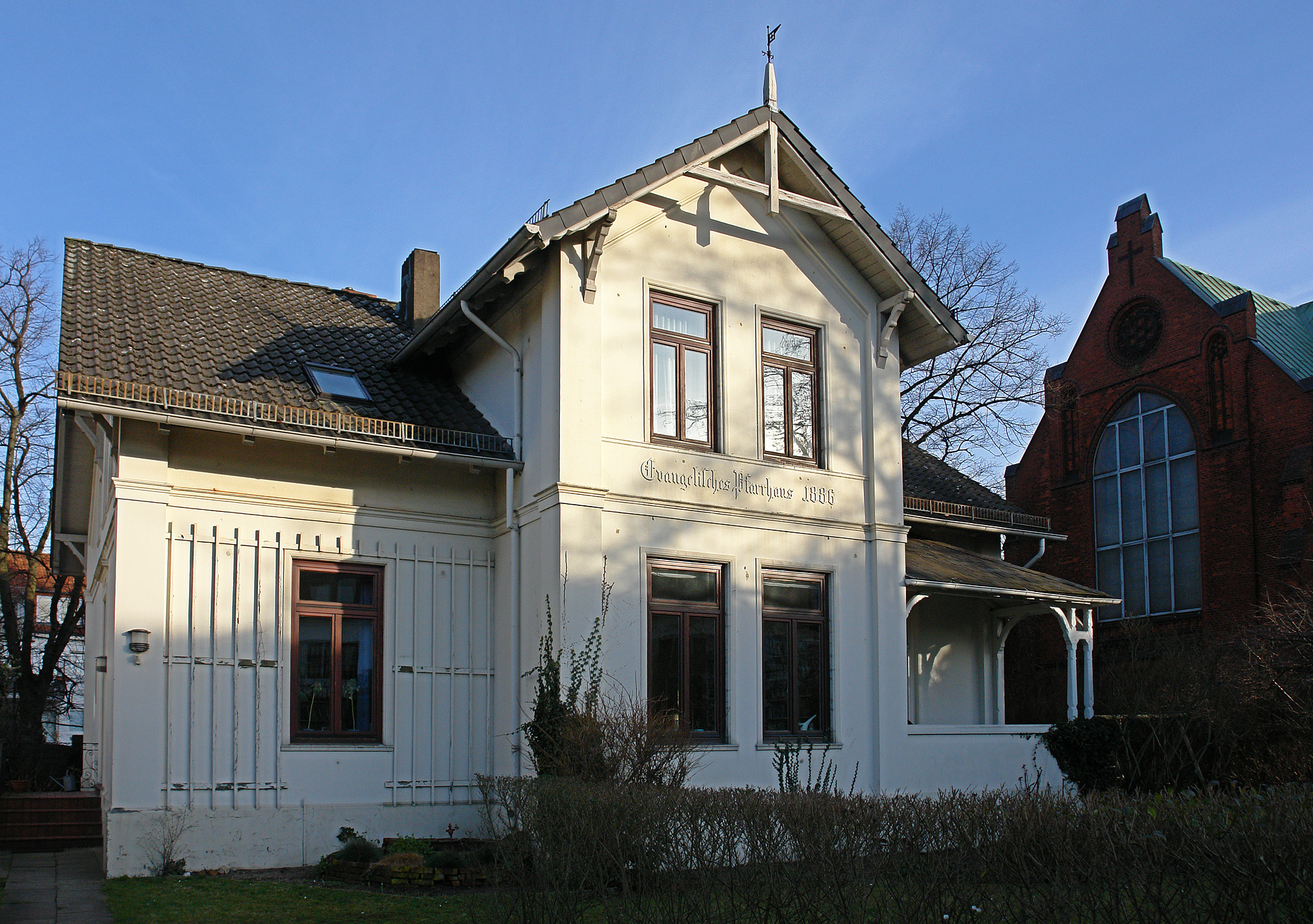
Pfarrhaus

Die evangelische Hemelinger Kirche in Bremen, im Zentrum des Stadtteils Hemelingen, Westerholzstraße 19, wurde 1890 nach Plänen von Karl Börgemann gebaut. Sie gehört zur evangelisch-lutherischen Kirchengemeinde Bremen-Hemelingen.
Das Gebäude steht seit 1996 unter Bremer Denkmalschutz.

## Geschichte
Früher gehörte das kleine Dorf Hemelingen zum Kirchspiel der Kirche St. Johannis in Arbergen. Durch die Industrialisierung im 19. Jahrhundert wuchs die Anzahl der Bewohner von Hemelingen auf mehrere Tausend, die eine eigene Kirche wollten. Das Konsistorium von Hannover entsandte zuerst einen Hilfsgeistlichen nach Hemelingen, welches auch weiterhin kirchlich zu Arbergen gehörte. Ein provisorischer Kirchenraum, der bis zu 300 Personen fasste, wurde anfangs in dem Prüfungsraum der Schule an der Glockenstraße eingerichtet. Da dieser schon bald durch die steigende Anzahl an Gottesdienstbesuchern zu klein wurde, wurde der Wunsch nach einer eigenen Kirche immer größer. Einige Gemeindemitglieder stifteten 30.000 Mark für den Bau einer Kirche in Hemelingen. Das Konsistorium willigte in das Projekt nicht ein.
Minna Wilkens, die Witwe des Fabrikanten Diedrich Wilkens, schenkte für 10.000 Mark ein Grundstück für die Kirche und das Pfarrhaus. Ihr Sohn Wilhelm Wilkens ließ für 14.500 Mark 1886 ein Pfarrhaus errichten und den Architekten Karl Börgemann aus Hannover für den Entwurf eines Sakralbaus beauftragen. Die Baukosten beliefen sich auf 106.000 Mark, davon wurden 98.500 Mark von der Familie Wilkens gestiftet, den Rest bezahlte der Kirchbauverein. 1888 wurde der Grundstein für die Kirche gelegt, und nach einer fast zweijährigen Bauzeit wurde die Kirche im Juni 1890 eingeweiht. 
Im November 1890 wurde die Kirchengemeinde Hemelingen selbstständig. Aufgrund der weiterhin wachsenden Bevölkerung Hemelingens wurden 1910 und 1956 zwei weitere Pfarrstellen eingeführt. Letztere erlangte 1962 als Kirchengemeinde des Guten Hirten Selbstständigkeit. Nach dem Kriegsende wurde die Kirche saniert und umgestaltet.
Seit 2017 wurde für die Kirchgemeinde ein neues zweigeschossiges Gemeindehaus mit Kindergarten an der Christernstraße 18 nach Plänen von IBUS-Architekten gebaut.

## Bauwerk
Die historisierende Kirche wurde im neugotischen Stil errichtet. Der Grundriss des Sakralbaus ist kreuzförmig.

Der Turm hat eine Höhe von 47 Metern.
Das eingeschossige denkmalgeschützte Pfarrhaus wurde 1886 im Schweizerhausstil errichtet.
In der Nähe liegt die zur gleichen Zeit im neuromanischen Stil errichtete und katholische Kirche St. Godehard.

### Ausstattung
Die Ausstattung stammt größtenteils aus der Erbauungszeit der Kirche und ist ebenfalls im neugotischen Stil gehalten.

#### Orgel
Die jetzige Orgel wurde 1965 vom Orgelbauer Alfred Führer aus Wilhelmshaven gefertigt. Um akustisch besser zur Geltung zu kommen, wurde das Instrument auf der linken Seitenempore aufgestellt.

#### Glocken
Ihre erste Glocke erhielt die Kirche während der Erbauungszeit. 1901 kam eine weitere Glocke hinzu. Am 2. Juni 1917 wurde die ältere und größere der beiden Glocken eingeschmolzen. Am 29. Mai 1927 wurden zwei neue Glocken eingeweiht. Im Zweiten Weltkrieg wurden alle Glocken eingezogen. 1954 wurden drei neue Glocken eingeweiht und 1962 kam eine kleinere hinzu.
Diese Glocken mit der Tonfolge cis' – e' – fis' – gis' (Motiv: Präfation) bilden das heutige Geläut. Die Glocken haben folgende Durchmesser: 1447 mm, 1218 mm, 1085 mm, 961 mm und wiegen: 1900 kg, 1125 kg, 800 kg und 600 kg. Die größte Glocke gilt als Totenglocke, die zweitgrößte als Betglocke und die kleinste als Taufglocke. Die dritte Glocke dient als Halb- und Stundenglocke. Diese und auch die ehemaligen Glocken wurden von der ortsansässigen Glockengießerei F. Otto gegossen.

#### Uhrwerk
Das mechanische Uhrwerk der Kirche wurde 1901 gefertigt und ist eines der letzten noch in Betrieb befindlichen mechanischen Uhrwerke im Stadtgebiet von Bremen. Sein Hersteller war die Firma J. F. Weule. Gestiftet wurde das Uhrwerk von der Hemelinger Jutespinnerei. Der halbstündliche Uhrschlag auf der dritten Glocke wird auch mittels eines Schlagwerkes von der Uhr aus gesteuert.